# 69 (liczba)
69 (sześćdziesiąt dziewięć) – liczba naturalna następująca po 68 i poprzedzająca 70.

## 69 w nauce
- liczba atomowa tulu
- obiekt na niebie Messier 69
- galaktyka NGC 69
- planetoida (69) Hesperia
- 6·9 + (6+9) = 69

## 69 w kalendarzu
69. dniem w roku jest 10 marca (w latach przestępnych jest to 9 marca). Zobacz też, co wydarzyło się w roku 69.

## 69 w kulturze
Liczba 69 jest kojarzona jako skrót od roku 1969, w którym powstał ruch młodzieżowy skinhead i jest używana przez członków tego ruchu.
Liczba ta jest memem internetowym i symbolem seksu, co odnosi się do pozycji seksualnej 69.